# Narambuenatitan
Narambuenatitan is een geslacht van sauropode dinosauriërs, behorend tot de groep van de Titanosauria, dat tijdens het late Krijt leefde in het gebied van het huidige Argentinië. De typesoort is Narambuenatitan palomoi.

## Vondst en naamgeving

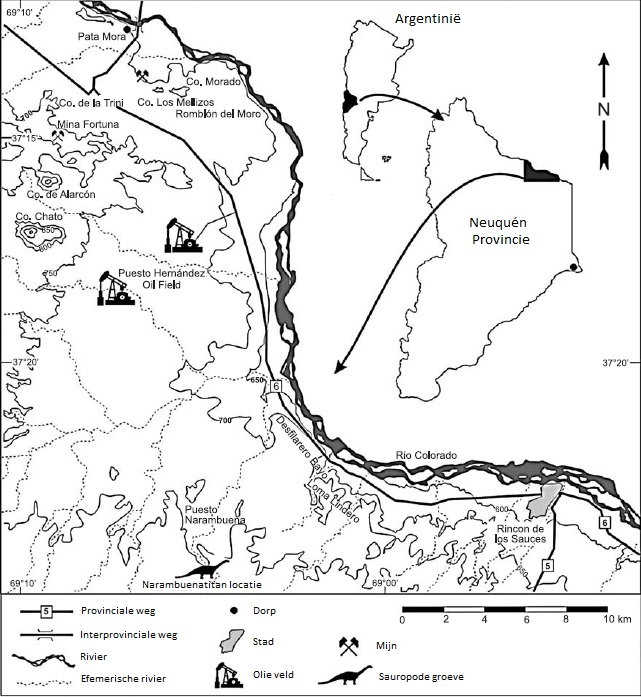
Kaart met de locatie van de vindplaats van Narambuenatitan palomoi Filippi, García & Garrido (2011)

In 2005 en 2006 werden bij Puesto Narambuena in de provincie Neuquén opgravingen uitgevoerd onder leiding van Leonardo Filippi, Rodolfo García en Alberto Garrido. Daarbij werd op een oppervlak van minder dan 15 m² een skelet gevonden van een sauropode.
In 2011 benoemden en beschreven de teamleiders de typesoort Narambuenatitan palomoi. De geslachtsnaam is afgeleid van de vindplaats en het Griekse Titaan. De soortaanduiding eert de feitelijke ontdekker Salvador Palomo.
Het fossiel, holotype MAU-Pv-N-425, is gevonden in een laag van de Río Colorado-ondergroep van de Anacletoformatie die dateert uit het vroege tot middelste Campanien. Het bestaat uit een gedeeltelijk skelet, waaronder twee elementen van de linkerbovenkaak, de quadrata uit de schedel, een hersenpan, een voorste halswervel, nekribben, een achterste ruggenwervel, drie ribben, elf voorste staartwervels, zes middelste staartwervels, twee zijuitsteeksels van de staartwervels, twee chevrons, een linkerborstbeen, een rechterravenbeksbeen, een linkeropperarmbeen, een linkerellepijp, de schaambeenderen, een stuk linkerdarmbeen, de bovenkant van een rechterzitbeen en een stuk linkerdijbeen. Aan de beennaden te zien was het exemplaar nog niet volgroeid.
In 2020 werd de hersenpan beschreven.

## Geologie

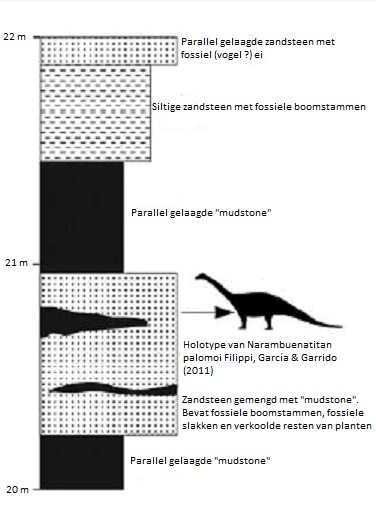
Deel van het stratigrafisch profiel van de Anacletoformatie (Campaniaan), Narambuena gebied, Neuquén Provincie, Argentinië, met de locatie van Narambuenatitan palomoi Filippi, García & Garrido (2011)

Het skelet van Narambuenatitan palomoi bevond zich op ongeveer 21 meter van de basis van de Anacleto Formatie. Dit stratigrafisch niveau behoort tot het bovenste deel van de Neuquén Group (Cenomanien–Campanien) en werd door middel van paleomagnetische datering gesitueerd in het Midden-Campanien, wat correspondeert met een ouderdom van ongeveer 77,85 miljoen jaar (Ma). Paleomagnetische datering is een dateringsmethode waarbij de ouderdom van een materiaal wordt vastgesteld door de richting en de intensiteit van het paleomagnetisme in het materiaal te meten. De resultaten van dergelijk onderzoek worden vergeleken met bestaande gegevens omtrent schommelingen van het magnetisme van de aarde in vroeger tijden. De sedimenten waarin Narambuenatitan palomoi gevonden werd zijn overwegend van fluviatiele oorsprong (afgezet door rivieren) en bestaan uit elkaar afwisselende niveaus gemengde en samengevoegde, massieve, fijnkorrelige zandsteen en grijsgroene, gelaagde "mudstone". Met de Engelse term "mudstone" duid men sedimenten aan die voornamelijk uit versteende klei en modder bestaan en die door modderstromen gevormd werden. De beenderen van Narambuenatitan palomoi waren vergezeld van takken, verkoolde resten van planten en kleine, slecht gefossiliseerde slakken. Dit zijn kenmerken van een moerashabitat dat zich in de gebieden tussen rivieren of stromen (riviervlaktes) ontwikkelde.
In de Puesto Narambuena paleosite bestaat de Anacletoformatie uit bleekgele fijnkorrelige zandsteen, bleke oranje-roze siltsteen en bleke roodbruine "mudstone". Volgens de lithofacies nomenclatuur van Miall vertonen deze zandige, gekanaliseerde sedimenten de meeste gelijkenis met zandsteen met tweedimensionale kruisgewijze stratificatie (de verticale structuur van strata) in combinatie met medium tot grofkorrelige zandsteen met keien en intraklasten, met zandsteen met horizontale gelaagdheid, zandsteen met kruisgewijze stratificatie onder een kleine hoek en met zandsteen met een facies dat rimpelgelaagdheid vertoont. Geassocieerde zandige en siltige, gelaagde sedimentstructuren zijn massief of bestaan uit rimpelige, heterolithische lagen en uit facies met verstoorde gelaagdheid. "Heterolithische lagen" zijn lagen die uit verschillende soorten gesteente samengesteld zijn. Ten slotte worden modderige horizonten vertegenwoordigd door massieve, gelaagde sedimentstructuren met verspreid voorkomende caliche en met modderige, gelaagde en gekanaliseerde sedimentstructuren. "Caliche" is een sedimentair gesteente, een verhard natuurlijk cement van calciumcarbonaat dat bijvoorbeeld zand, klei, gravel en silt aan elkaar kan kitten. 
Een gelijkaardige lithostratigrafische reeks werd door Filippi en Garrido beschreven in de Anacleto Formatie voor de vindplaats van Pitekunsaurus macayai Filippi & Garrido (2008), ongeveer veertien km ten zuidoosten van Puesto Narambuena. Ook dit stratigrafisch profiel wordt beschouwd als een verzameling laaggelegen, met zand gevulde stroomkanaalafzettingen, gecombineerd met alluviale sedimenten die door stortvloeden ten gevolge van overstromingen afgezet werden op de stroomvlakte van een stroom of rivier.

## Beschrijving
Narambuenatitan is een middelgrote sauropode met een lengte van zo'n twaalf meter en een gewicht van ongeveer acht ton.
De beschrijvers wisten negen unieke afgeleide eigenschappen, autapomorfieën vast te stellen: de voorrand van de fossa supratemporalis, een groeve op de kop, wordt voor een belangrijk deel gevormd door het voorhoofdsbeen; de rand van het voorhoofdsbeen is aan de zijkant en boven de oogkas glad; het wandbeen draagt een halvemaanvormige kam die door een richel verbonden wordt met een verdikking aan de rand van het bovenste slaapvenster; bij de achterste ruggenwervels wordt de achterrand van de pleurocoel, een uitholling aan de zijkant, gevormd door een opvallende bolle beenrand; bij de achterste ruggenwervels is de richel die voor het doornuitsteeksel ligt naar boven verbreed, overeenkomstig met een zijdelingse verbreding van dat doornuitsteeksel zelf zodat dit van voren bekeken een ruitvorm krijgt; de achterste ruggenwervels hebben niervormige voorste werveluitsteeksels; de achterste ruggenwervels hebben talrijke diepe ronde uithollingen gelegen achter twee beenrichels, de lamina centroparapophysealis en de lamina centrodiapophysealis; bij de middelste voorste staartwervels helt de voorrand van het doornuitsteeksel naar voren; de middelste staartwervels hebben smalle voorste werveluitsteeksels en wervelbogen.
De kopvorm is niet meer goed vast te stellen maar de snuit is vermoedelijk kort en afgerond. De breedte van de schedel is ruwweg twintig centimeter. Er bevinden zich vier tanden in de praemaxilla, zoals blijkt uit de tandkassen: de tanden zelf zijn niet aanwezig en hun vorm is onbekend. Hun diameter moet ongeveer een halve centimeter geweest zijn. Er staan minstens zes tanden in de maxilla. Het voorhoofdsbeen heeft een opvallend vierkante vorm terwijl het bij de Neosauropoda in het algemeen meer rechthoekig is. De condylus occipitalis, de verbinding met de nek, is duidelijk groter dan het achterhoofdsgat. De uitsteeksels ernaast, de processus paroccipitales, steken tot onder de onderrand van de condylus occipitalis uit, een kenmerk dat verder alleen van Saltasaurus bekend is. Een kleine schedelopening, de fenestra ovalis, ligt hier achter het foramen metoticum, de opening voor de zenuwbanen, terwijl die bij andere Titanosauria ervoor ligt.
De halswervel heeft een laag doornuitsteeksel en een lang achterste werveluitsteeksel dat tot voorbij de achterrand van het wervellichaam reikt. De ruggenwervel heeft een diepe en hooggelegen pleurocoel die de achterste helft van het wervellichaam beslaat. De eerste staartwervel heeft van voor naar achter holle zijkanten en onderkant terwijl die bij de meeste titanosauriërs bol zijn. De onderkant heeft geen kiel. De voorste staartwervels zijn verder vrij breed en kort.
De achterrand van het borstbeen is rond in plaats van recht zoals bij veel verwanten. Het opperarmbeen, 92 centimeter lang, is elegant gebouwd maar met een grote en ronde kop. De ellepijp is juist robuust en 605 millimeter lang. Het stuk dijbeen toont een grote, platte en elliptische vierde trochanter.

## Fylogenie
Narambuenatitan bevond zich volgens een exacte kladistische analyse binnen de Titanosauria in de Lithostrotia, in een vrij basale positie: de precieze verwantschappen met enerzijds Epachthosaurus en anderzijds de meer afgeleide groep van de Eutitanosauria konden niet nader worden bepaald. De vorm van de hersenpan bevestigt de basale positie.